# Horton Kirby
Horton Kirby – wieś w Anglii, w hrabstwie Kent, w dystrykcie Sevenoaks. Leży nad rzeką Darent, 24 km na północny zachód od miasta Maidstone i 30 km na południowy wschód od centrum Londynu.